# Lista de prefeitos de Vargem (São Paulo)
Esta é a lista de prefeitos e vice-prefeitos do município de Vargem, estado brasileiro de São Paulo.
O cargo de prefeito foi criado em 11 de abril de 1835, pela assembleia provincial paulista, em reação aos amplos poderes conferidos pelo Código de Processo Criminal de 1832 às câmaras municipais. Seguiram o exemplo paulista seis províncias do nordeste brasileiro (Alagoas, Ceará, Maranhão, Paraíba, Pernambuco e Sergipe).
Sob a vigente ordem constitucional, essa designação é dada ao funcionário público do Poder Executivo municipal, que exerce seu cargo em função de uma legislatura (mandato), sendo para tanto eleito a cada quatro anos, podendo ser reeleito por mais 4 anos (segundo mandato).
Funções
O poder executivo municipal chefia a administração e comanda os serviços públicos, tendo como comandante o prefeito.
A partir da constituição brasileira de 1934, o cargo de prefeito passou a ser o único, em todo o Brasil, ao qual estão atribuídas as funções de chefe do poder executivo do governo local, em simetria aos chefes dos executivos da União e do estado, portanto, em forma monocrática. Este texto quer dizer que deverá haver harmonia e integração de ação entre as esferas envolvidas sem a intervenção de uma na outra, exceto nos casos previstos na Constituição Federal.
Eleições
O prefeito é eleito por sufrágio universal, secreto, direto, em pleito simultâneo em todo o País, realizado a cada quatro anos, no primeiro domingo de outubro.
E trinta dias após tem lugar o segundo turno, se o eleito em primeiro lugar não atingir 50% dos votos válidos mais um voto, no caso de municípios com mais de duzentos mil eleitores.
Conforme a legislação eleitoral atual no Brasil para tornar-se elegível, exige-se uma série de requisitos;
- Possuir nacionalidade brasileira ou portuguesa (neste caso, o cidadão português deve se encontrar amparado pelo Estatuto de Igualdade entre Portugueses e Brasileiros),
- Título de eleitor em dia e estar em gozo pleno do exercício dos direitos políticos,
- Domicilio eleitoral na circunscrição na qual o candidato se apresenta,
- Filiação partidária,
- Ser alfabetizado (tópico invalidado pela atual constituição brasileira de 1988),
- Desincompatibilização de cargo público — Se ocupa um cargo público deve sair seis meses antes das eleições e voltar caso possa só após seis meses ao pleito eleitoral,
- Renúncia de outro mandado até seis meses antes do pleito e não ser parente afim ou consangüíneo, até segundo grau, ou cônjuge de titular de cargo eletivo; pode, entretanto, ser candidato à reeleição (artigo 14 da Constituição),
- Ter idade mínima de 21 anos.

| N° | Nome                                                | Partido | Vice-prefeito                      | Inicio do mandato      | Fim do mandato         | Observações                                                                |
| -- | --------------------------------------------------- | ------- | ---------------------------------- | ---------------------- | ---------------------- | -------------------------------------------------------------------------- |
| —  | Nicolau Chede                                       |         | Cargo vago                         | 1° de janeiro de 1963  | 31 de dezembro de 1963 | Sub-prefeito nomeado                                                       |
| 1  | Kalil Chiedde                                       |         | Wilson da Silveira                 | 1° de janeiro de 1964  | 30 de janeiro de 1967  | 1º Prefeito eleito                                                         |
| 2  | Sebastião Afonso Primo                              | ARENA   | Alaor Gonzaga de Castro            | 31 de janeiro de 1967  | 30 de janeiro de 1971  | Prefeito e vice eleitos                                                    |
| 3  | João Carneiro                                       | ARENA   | Nelson Junqueira                   | 31 de janeiro de 1971  | 30 de janeiro de 1973  | Prefeito e vice eleitos                                                    |
| —  | Afonso de Pentor                                    | ARENA   | Cargo vago                         | 31 de janeiro de 1973  | 31 de dezembro de 1976 | Sub-prefeito nomeado                                                       |
| —  | Antonio Moisés                                      | PDS     | Cargo vago                         | 1° de janeiro de 1977  | 31 de dezembro de 1982 | Sub-prefeito nomeado                                                       |
| —  | Aniz Abib                                           | PMDB    | Cargo vago                         | 1° de janeiro de 1983  | 31 de dezembro de 1986 | Sub-prefeito nomeado                                                       |
| —  | Décio Elias da Silas                                | PMDB    | Cargo vago                         | 1° de janeiro de 1987  | 31 de dezembro de 1990 | Sub-prefeito nomeado                                                       |
| —  | Carlos Gomildo dos Santos                           | PMDB    | Cargo vago                         | 1° de janeiro de 1991  | 29 de dezembro de 1991 | Sub-prefeito nomeado                                                       |
| —  | Flávio de Oliveira Cardoso                          | PMDB    | Cargo vago                         | 30 de dezembro de 1991 | 31 de dezembro de 1992 | Sub-prefeito nomeado                                                       |
| 4  | Daniel Marques da Rosa                              | PMDB    | Celso Gonçalves Benjamin           | 1º de janeiro de 1993  | 31 de dezembro de 1996 | Prefeito e vice eleitos                                                    |
| 5  | Juvenil de Oliveira Vilaça                          | PSD     | Wilson Balzacchi                   | 1º de janeiro de 1997  | 31 de dezembro de 2000 | Prefeito e vice eleitos                                                    |
| 6  | Daniel Marques da Rosa                              | PSD     | Jorge Nunes do Prado (PTB)         | 1º de janeiro de 2001  | 31 de dezembro de 2004 | Prefeito e vice eleitos                                                    |
| 7  | Paulo Roberto Vargas Chede                          | PFL     | Pedro da Silva (PSDB)              | 1º de janeiro de 2005  | 31 de dezembro de 2008 | Prefeito e vice eleitos                                                    |
| 8  | Benedita Auxiliadora Paes da Rosa, Dª Célia Marques | PTB     | Neusa Maria Negretti de Lima (PTB) | 1º de janeiro de 2009  | 31 de dezembro de 2012 | Prefeita e vice eleitas                                                    |
| 9  | Aldo Francelino Moysés                              | DEM     | Rafael Ferreira da Silva (PR)      | 1º de janeiro de 2013  | 6 de maio de 2015      | Prefeito e vice cassados de seus cargos pela Câmara Municipal              |
| —  | Claudemir Pereira da Silva                          | PSDB    | Cargo vago                         | 7 de maio de 2015      | 2 de outubro de 2015   | Presidente da Câmara Municipal no cargo de Prefeito                        |
| —  | Miguel Cardoso Pinto Neto                           |         | Cargo vago                         | 3 de outubro de 2015   | 7 de outubro de 2015   | Prefeito interino                                                          |
| 10 | Silas Marques da Rosa                               | PSD     | —                                  | 8 de outubro de 2015   | 14 de junho de 2016    | Prefeito eleito em eleição suplementar de 13.09.2015                       |
| 11 | Rafael Ferreira da Silva                            | PR      | —                                  | 15 de junho de 2016    | 4 de agosto de 2016    | Prefeito empossado por ordem judicial, renunciando posteriormente ao cargo |
| 12 | Silas Marques da Rosa                               | PSD     | —                                  | 5 de agosto de 2016    | 31 de dezembro de 2016 | Prefeito eleito reassumindo o cargo por ordem judicial                     |
| 12 | Silas Marques da Rosa                               | PSD     | Neusa Maria Negretti de Lima (PSD) | 1º de janeiro de 2017  | 31 de dezembro de 2020 | Prefeito e vice reeleitos                                                  |
| 13 | Léodecio Alves de Lima                              | PDT     | —                                  | 1° de janeiro de 2020  | 5 de dezembro de 2021  | Presidente da Câmara Municipal no cargo de Prefeito                        |
| 13 | Léodecio Alves de Lima                              | PDT     | Denise Rodrigues (DEM)             | 6 de dezembro de 2021  | 31 de dezembro de 2024 | Prefeito e vice eleitos em eleição suplementar em 05.12.2021               |
| 13 | Léodecio Alves de Lima                              | UNIÃO   | Edvaldo Cardoso de Lima (PODE)     | 1° de janeiro de 2025  | Atual                  | Prefeito reeleito e vice eleito                                            |